# Edinburgh Zoo
Edinburgh Zoo, voorheen Scottish National Zoological Park, is een non-profit dierentuin gelegen in de Schotse hoofdstad Edinburgh. De dierentuin werd geopend in 1913 en ontvangt per jaar meer dan 600.000 bezoekers.
Naast het tentoonstellen van dieren is Edinburgh Zoo tevens actief op het gebied van de gedragsbiologie en neemt het deel aan verschillende conservatieprogramma's over de wereld.
Edinburgh Zoo is de enige dierentuin in het Verenigd Koninkrijk die koala's houdt. De dierentuin is lid van de British and Irish Association of Zoos and Aquariums en de Association of Scottish Visitor Attractions.

## Geschiedenis
Met behulp van de stad Edinburgh kon de Royal Zoological Society of Scotland (RZSS) de Corstorphine Hill in begin 1913 opkopen om hier een dierentuin aan te leggen. Het RZSS wilde een dierentuin die leek op het Tierpark Hagenbeck in Hamburg, een dierentuin die het belang van de dieren voorop stelden.
Het Scottish National Zoological Park werd in de zomer van 1913 geopend voor publiek.
In januari 1914 werden de eerste drie koningspinguïns aangevoerd. In 1919 werd de eerste pinguïn geboren, dit was de eerste keer dat een pinguïn in gevangenschap werd geboren.
In 1948 verkreeg de dierentuin het predicaat Royal en is daarmee tot op de dag van vandaag de enige dierentuin in het Verenigd Koninkrijk die dit voorrecht heeft.
Sinds 1986 werkt de dierentuin nauw samen met het Highland Wildlife Park 50 km ten zuiden van Inverness.
De dierentuin houdt zich tegenwoordig vooral bezig met het fokprogramma's en zet zich in voor verschillende initiatieven met betrekking tot natuurbescherming en behoud van biodiversiteit. Het coördineert en beheert de EEP-stamboeken voor de koningspinguïn, de ezelspinguïn, de secretarisvogel, de zeearend, de roodwangara, de bergmeerkat en de manoel.

## Dierencollectie
Edinburg Zoo bezit ongeveer 900 diersoorten die worden onderverdeeld in de zoogdier- en de vogelsoorten. Het park telt niet veel reptielen- en amfibieënsoorten.

### Zoogdieren

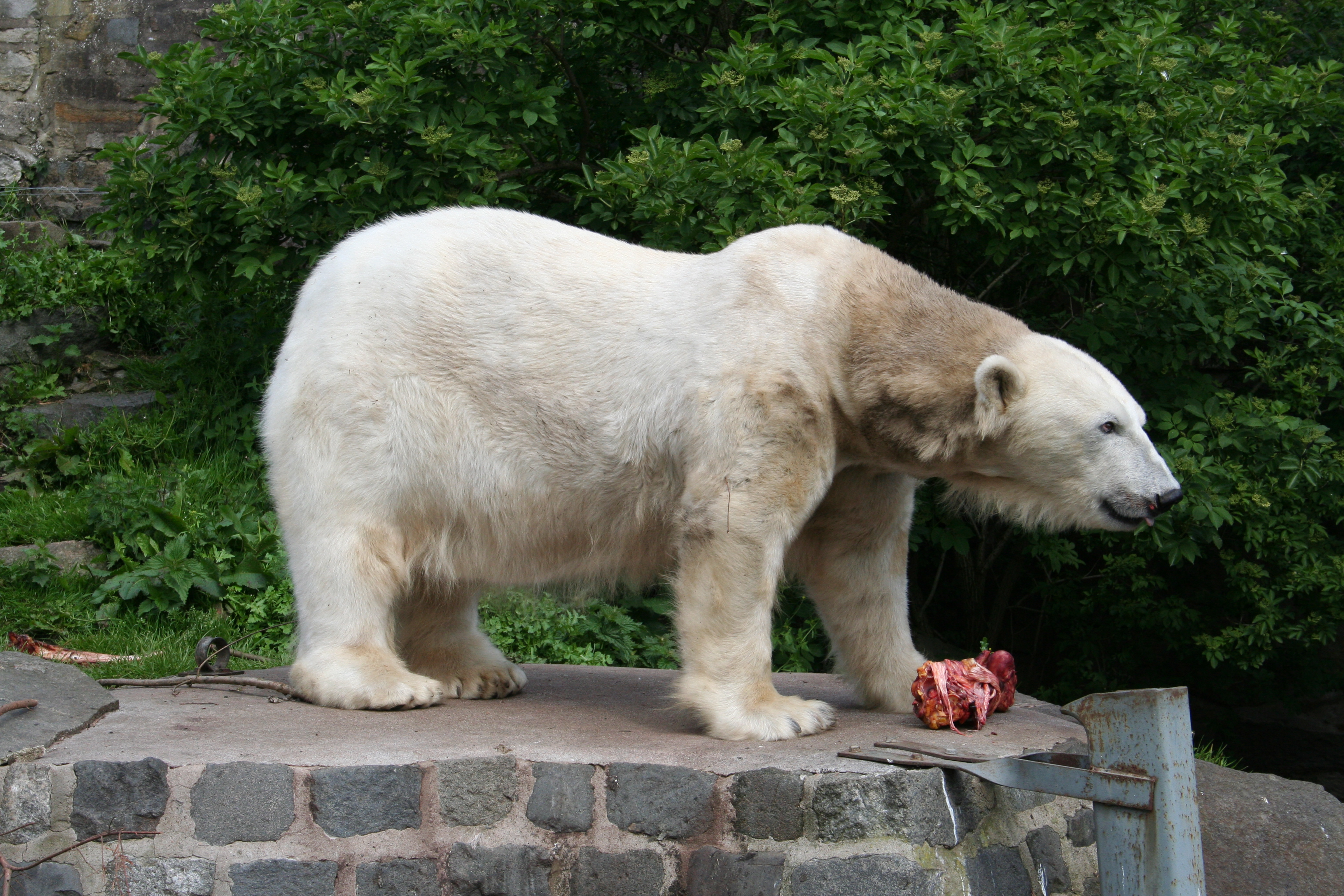
IJsbeer

De dierentuin is momenteel de enige in het Verenigd Koninkrijk die koala's houdt. Daarnaast houdt de dierentuin een ijsbeer, twee Indische neushoorns, een paar jaguars, Perzische leeuwen en een paar Sumatraanse tijgers vast.
Enkele andere zoogdieren die de dierentuin houdt zijn Afrikaanse wilde honden, boshonden, manenwolfen, veelvraten, honingdassen, siesels, pallaskatten, Aziatische goudkatten, margays, otters, zeeleeuwen, reuzenmiereneters, kamelen, zebra's, Siberische muskusherten, bongo's, vicuña's, witlipherten, kleine koedoes, bosgeitantilopen, Japanse bosgemzen en een grote groep chimpansees.

### Vogels
De dierentuin is vooral bekend om zijn grote collectie pinguïns, met onder andere koningspinguïns, ezelspinguïns en rotspinguïns. Een dagelijkse gebeurtenis is de pinguïnmars, waarbij de pinguïns uit hun verblijf mogen en achter hun verzorgers aanlopen.
Enkele andere vogels die de dierentuin houdt zijn flamingo's, kasuarissen, Stellers zeearenden, zwarte ooievaars, kraanvogels, Darwins nandoes en hamerkoppen.

### Andere
Andere diersoorten die in het park te vinden zijn, zijn pythons, korenslangen, Indische sterschildpadden, vogelspinnen, een koraalteenboomkikker, sissende kakkerlakken en meerdere slakkensoorten.